# Wendell Mottley
Wendell Mottley (Trinidad y Tobago, 2 de julio de 1941) fue un atleta trinitense, especializado en la prueba de 4x400 m en la que llegó a ser medallista de bronce olímpico en 1964.

## Carrera deportiva
En los JJ. OO. de Tokio 1964 ganó la medalla de bronce en los relevos de 4x400 metros, con un tiempo de 3:01.7 segundos, llegando a meta tras Estados Unidos que con 3:00.7 segundos batió el récord del mundo, y Reino Unido (plata), siendo sus compañeros de equipo: Kent Bernard, Edwin Roberts y Edwin Skinner.